# Rosenthaler Platz
Rosenthaler Platz er et knudepunkt i Mitte-distriktet i Berlin, Tyskland, hvor gaderne Rosenthaler Straße, Brunnenstraße og Weinbergsweg møder Torstraße. Det er derfor ikke en egentlig plads. Knudepunktet er beliggende på den tidligere placering for Rosenthaler Tor (Tor; dansk: port) i Berlins toldmur, hvor en vej ledte til landsbyen Rosenthal. Denne port var en af de få, hvor jøder blev tilladt adgang til Berlin indtil det 19. århundrede. De jøder, som ikke fik adgang til byen, kunne overnatte uden for toldmuren på særlige "jødeherberg".
Direkte foran Rosenthaler Tor, efter ordre fra Frederik den Store, blev forstaden (i dag en bydel i Berlin) kaldet Rosenthaler Vorstadt anlagt, som var en koloni for saksiske gæstearbejdere. Rosenthaler Tor blev revet ned omkring år 1867 i løbet af Berlins udvidelse og nedrivningen af toldmuren.
I Alfred Döblins roman Berlin Alexanderplatz, udgivet i 1929, spiller Rosenthaler Platz den centrale rolle i bogens efterfølger; etableringen af U-bahnforbindelsen mellem Alexanderplatz og Rosenthaler Platz er også nævnt heri.

Den 18. april 1930 blev U-bahnstationen Rosenthaler Platz åbnet. Da opførslen af Berlinmuren begyndte den 13. august 1961 blev stationen lukket, fordi linjen ledte til Vestberlin på de følgende stoppesteder; stationen blev en spøgelsesstation, hvor togene passerede men ikke stoppede. Kort efter Tysklands genforening fungerede stationen som en midlertidig grænseovergang fra den 22. december 1989 indtil sommeren 1990. Rosenthaler Platz er også et knudepunkt for de to sporvognsforbindelser (Tram), M1 og M8, samt flere busforbindelser.
- Rosenthaler Tor, 1860
- Rosenthaler Platz, 1989.
- Rosenthaler Platz, december 2005